# Ayuntamiento y Estación de Bomberos de Oceanside
El Ayuntamiento y Estación de Bomberos de Oceanside (en inglés: Oceanside City Hall and Fire Station) es un edificio histórico ubicado en Oceanside, California. El Ayuntamiento y Estación de Bomberos de Oceanside se encuentra inscrito en el Registro Nacional de Lugares Históricos desde el 07 de junio de 1989. Irving J. Gill fue el arquitecto quién diseñó Ayuntamiento y Estación de Bomberos de Oceanside.

## Ubicación
Ayuntamiento y Estación de Bomberos de Oceanside se encuentra dentro del condado de San Diego en las coordenadas 33°11′53″N 117°22′40″O / 33.198056, -117.377778.